# Bohušovice nad Ohří
Bohušovice nad Ohří (v místním nářečí Boušovice, německy Bauschowitz an der Eger) jsou město v okrese Litoměřice, které leží převážně na levém břehu řeky Ohře, zhruba pět kilometrů jižně od Litoměřic, v těsném sousedství města Terezín. Na pravém břehu, necelé dva kilometry jihovýchodně od Bohušovic, se pak nalézá ves a místní část Hrdly. Město se rozkládá na území o rozloze 8,62 km². Na území města žije přibližně 2 400 obyvatel.

## Historie
Oblast byla osídlena už v pravěku, o čemž svědčí archeologické nálezy šňůrové keramiky z pozdní doby kamenné, kostrové hroby z doby římské a z éry stěhování národů. Slovanské osídlení zde bylo prokázáno už v 6. století.
První písemná zmínka o Bohušovicích (Bvsouici) se váže k ustavení litoměřické kapituly roku 1057. Původní název osady zněl Busovice a později Bušovice. Osada se rozkládala na pahorku zvaném Citomín na severovýchodě. Dalším držitelem byl doksanský klášter a od roku 1384 litoměřická kapitula, která zde nechala postavit kostel. Za husitských válek stálo místní obyvatelstvo na straně stoupenců kalicha. Roku 1460 zastavil Zikmund[kdo?] obec Vilému z Konic a na Kamýku, odkud přešly ke Kaplířům ze Sulevic a nakonec zpět doksanskému klášteru. Za třicetileté války vpadli do obce roku 1631 Sasové a roku 1634 Švédové. Ti osadu vypálili včetně kostela. Nový kostel svatého Prokopa byl vystavěn v roce 1718. Obcí prošlo za sedmileté války pruské vojsko, které nedaleko svedlo bitvu u Lovosic. Do života obce zasáhla i výstavba pevnosti Terezín v roce 1780. Významným podnětem k rozvoji obce se stala stavba železnice z Prahy do Drážďan (ke zprovoznění zdejšího úseku došlo v roce 1850) a postavení cukrovaru v roce 1870. Později byla vystavěna i mlékárna a pivovar. První statut města byl udělen roku 1920, během druhé světové války byl nacisty odebrán. Znovu byl statut města Bohušovicím nad Ohří udělen 6. října 1998.

## Obyvatelstvo
| Rok            | 1869 | 1880  | 1890  | 1900  | 1910  | 1921  | 1930  | 1950  | 1961  | 1970  | 1980  | 1991  | 2001  | 2011  | 2021  |
| -------------- | ---- | ----- | ----- | ----- | ----- | ----- | ----- | ----- | ----- | ----- | ----- | ----- | ----- | ----- | ----- |
| Počet obyvatel | 664  | 1 130 | 1 407 | 1 479 | 1 771 | 1 736 | 1 608 | 1 225 | 1 314 | 1 264 | 1 810 | 2 179 | 2 238 | 2 238 | 2 078 |
| Počet domů     | 92   | 110   | 135   | 159   | 191   | 223   | 242   | 258   | 244   | 258   | 282   | 316   | 329   | 346   | 355   |

## Hospodářství
Městské hospodářství je založené na zemědělství a potravinářské výrobě. Výroba a sklady jsou soustředěny především v okolí železniční stanice při jižním okraji města, zčásti zasahují až katastrálního území sousední obce Brňany. Podnikají zde firmy Konus (výroba hořčice), Bohušovická mlékárna a další společnosti zabývající se zemědělskou prvovýrobou či zemědělským zásobováním.

## Doprava
Město má napojení na blízkou dálnici D8 (jihovýchodně položený exit 35 Doksany či západně exit 45 Lovosice východ, oba vzdálené necelých devět kilometrů po silnici) a prochází jím železniční trať Praha–Děčín. Železniční stanice Bohušovice nad Ohří stojí v jižní části města. Obsluhují ji jak osobní vlaky, tak část rychlíků.
Za druhé světové války, kdy Bohušovice s Terezínem ležely na samotných hranicích Protektorátu Čechy a Morava, odtud vedla železniční vlečka až za hradby města Terezína, tudy nacisté dopravovali osoby židovského původu uvězněné v terezínském ghettu nejen do Terezína, ale i z Terezína do likvidačních koncentračních táborů smrti v Osvětimi i jinde.
Tato vlečka, dnes již zaniklá, byla po válce elektrifikována a zkrácena, sloužila pak až do devadesátých let 20. století místnímu podniku Zelenina Terezín, jako taková později posloužila i k natočení některých filmů, jejichž děj se vztahoval k Terezínu za druhé světové války. Díky silničnímu mostu přes řeku Ohři, spojujícímu Bohušovice a Hrdly, přes město vede také jedna z alternativních cest na trase Praha–Litoměřice. Z Litoměřic sem přes Terezín zajíždí i linky místní autobusové dopravy.

## Kultura
- Ve městě se nachází digitální kino.
- V roce 2007 město oslavilo 950 let od první písemné zmínky o obci. Vrcholem oslav byl kulturní program na Husově náměstí. Hudebním hostem byla kapela Čechomor.
- Do roku 2008 se ve městě konal hudební festival Rockfest Bohušovice.
- V květnu 2017 se v Bohušovicích uskutečnil nový hudební festival Eger fest.

## Pamětihodnosti
- Kostel svatého Prokopa a Mikuláše při severní straně náměstí, dnešní podoba je výsledkem přestavby roku 1716
- Železniční empirový most z roku 1848 přes Ohři jihovýchodně od města, kamenný o devíti obloucích se vzepětím 5 metrů a po 6 metrech rozpětí
- Pomník Jana Husa na náměstí, secesní socha z roku 1911 od Ladislava Beneše
- Kaplička svaté Anny za podjezdem při silnici do Brňan
- Budova bývalého Prvního severočeského akcijního pivovaru v Bohušovicích
- Budova bývalé celnice v prostoru železničního nádraží

## Osobnosti
- Frank Wollman (1888–1969), literární historik, dramatik, slavista a vysokoškolský pedagog
- Zdeněk Hajský (1926–2012), fotbalista a trenér

## Galerie

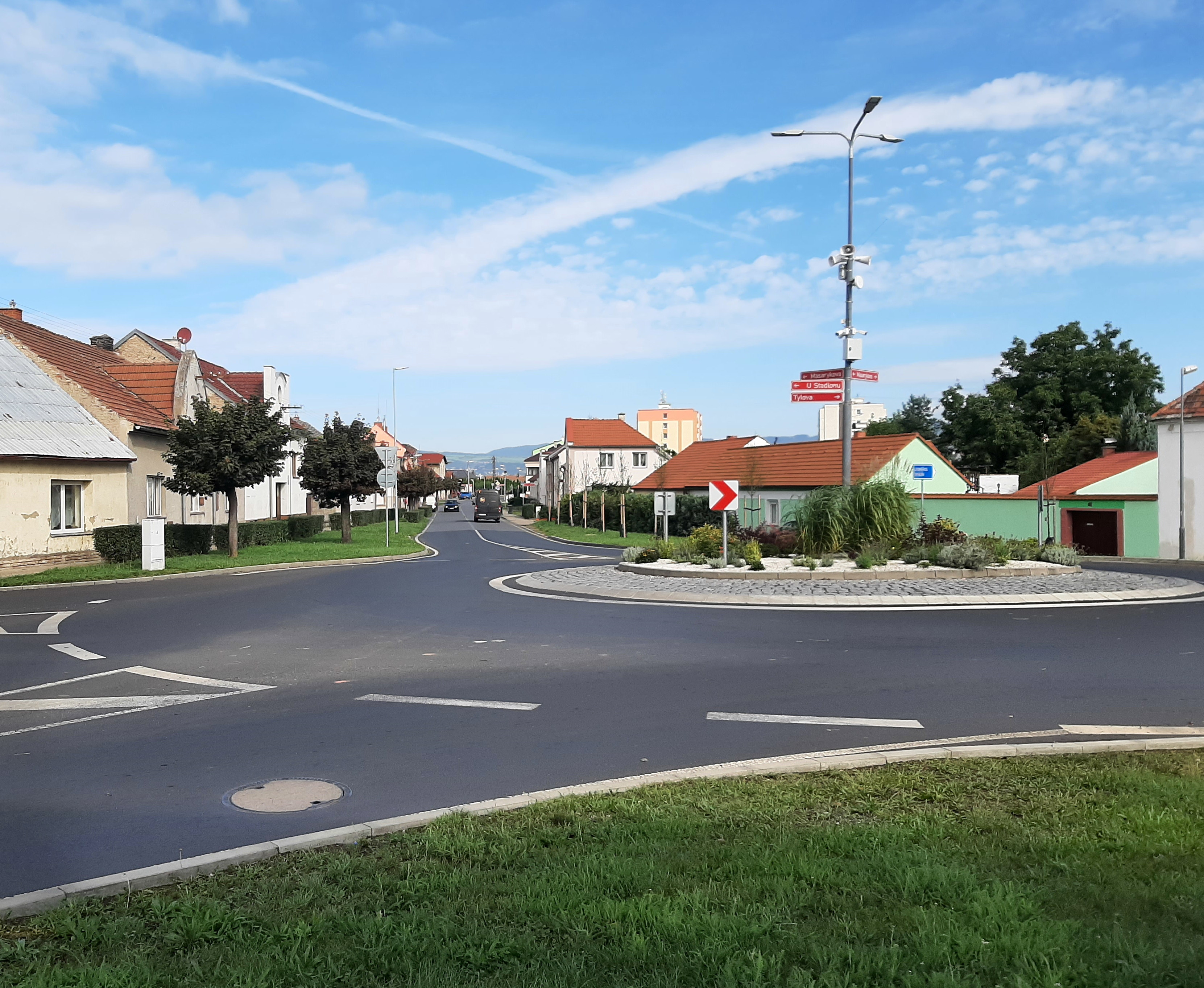
Masarykova ulice ve směru Terezín
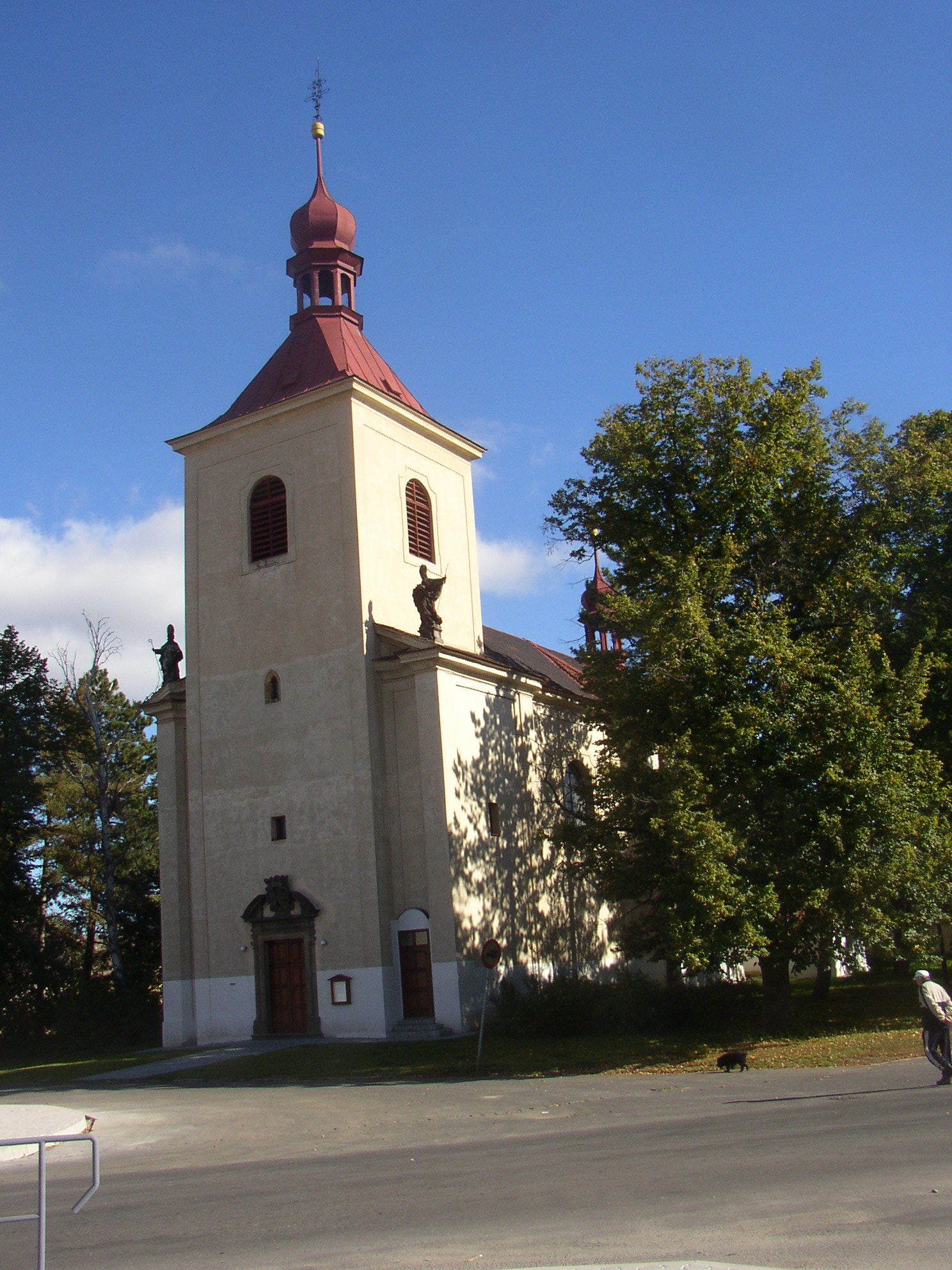
Kostel svatého Prokopa a Mikuláše
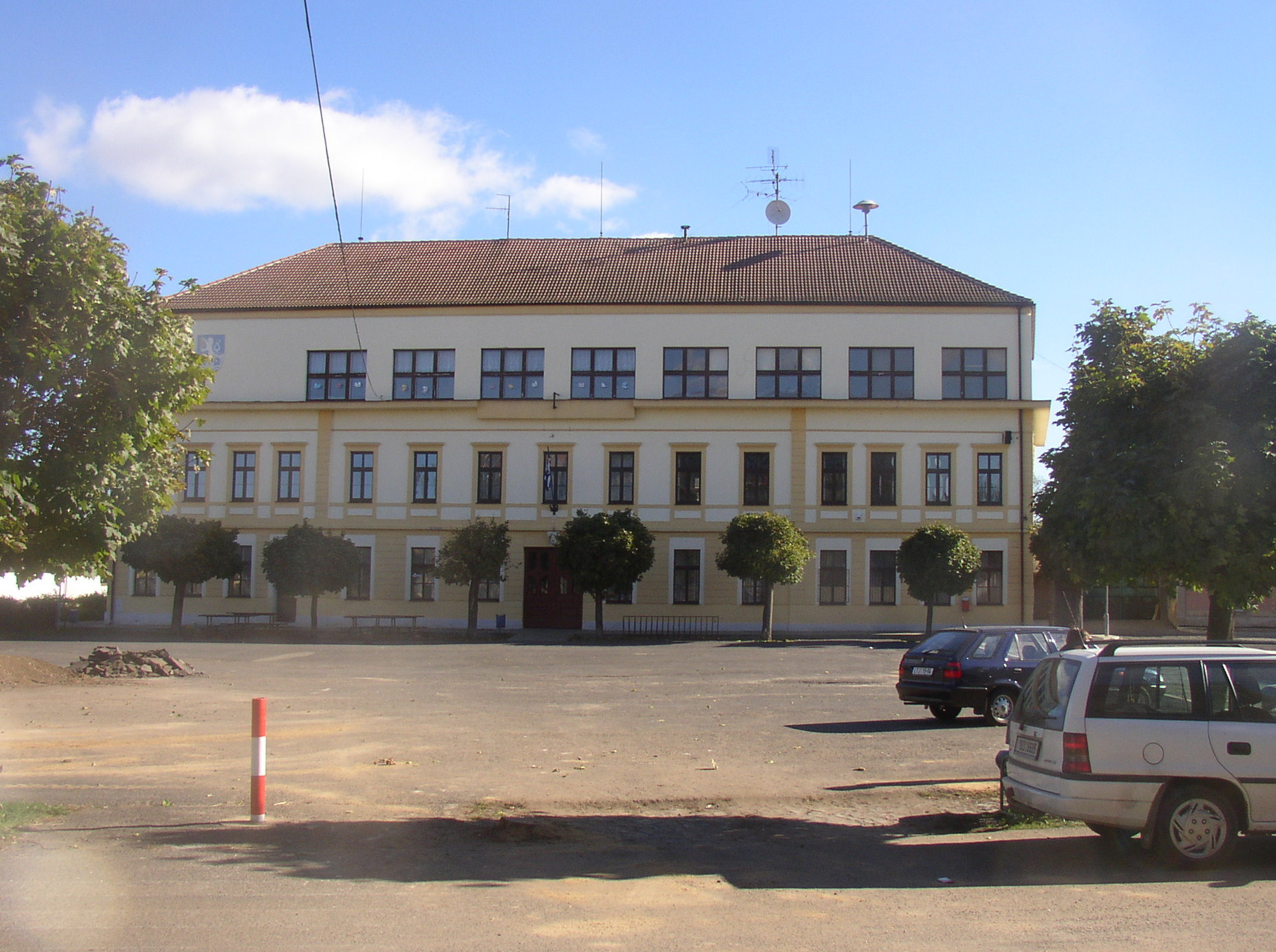
Radnice
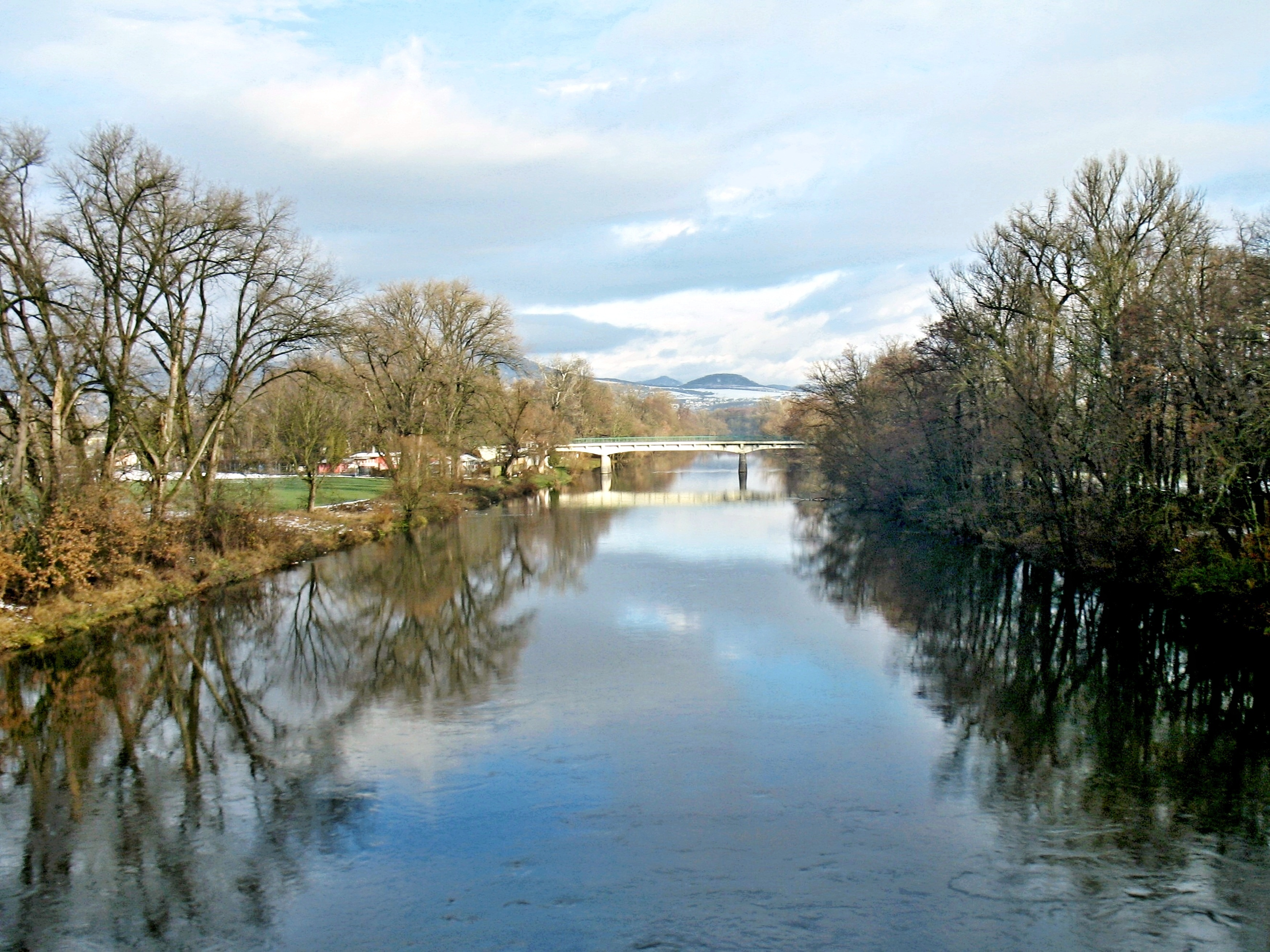
Pohled na řeku Ohři z železničního mostu v Bohušovicích
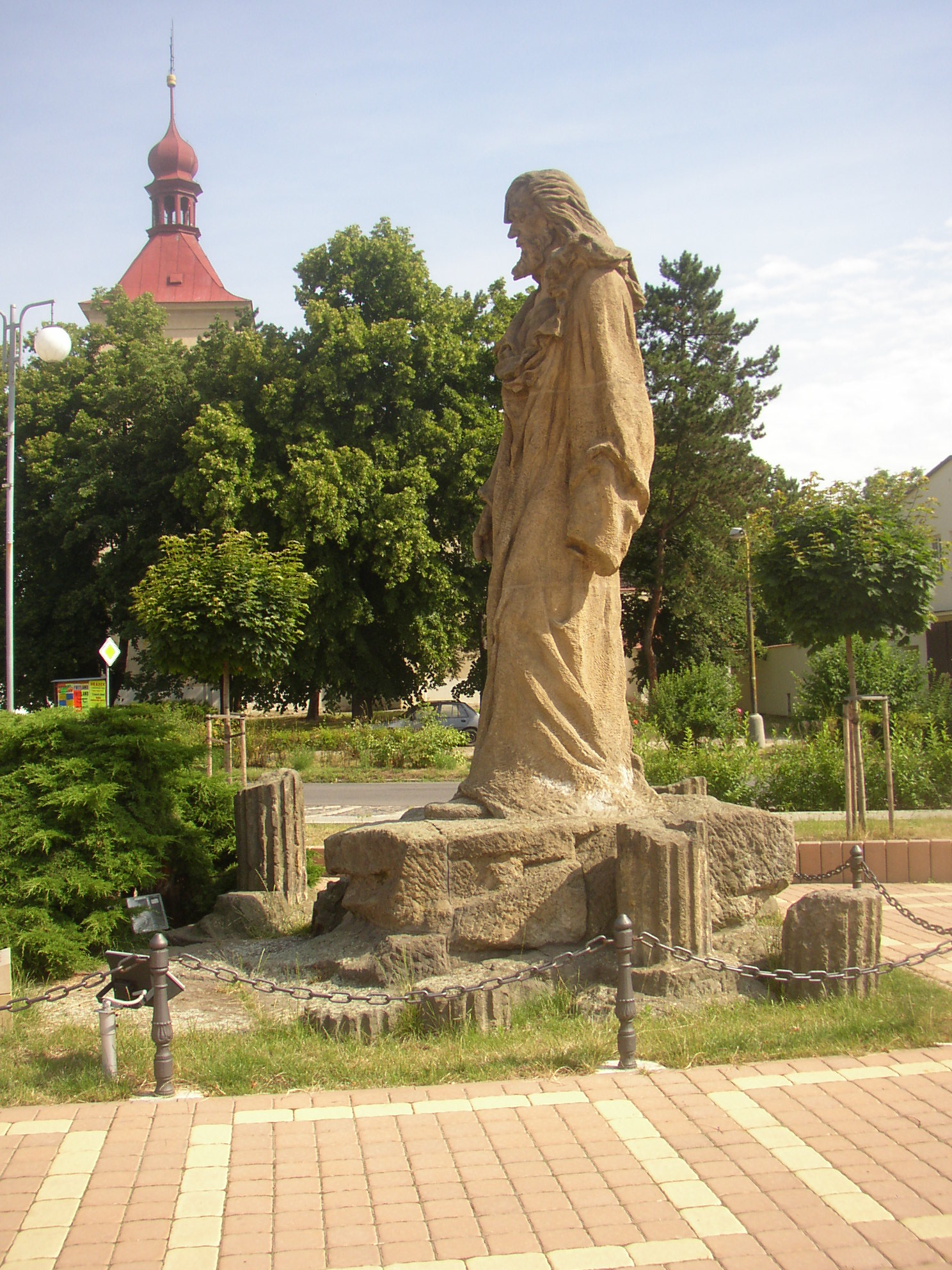
Husův pomník
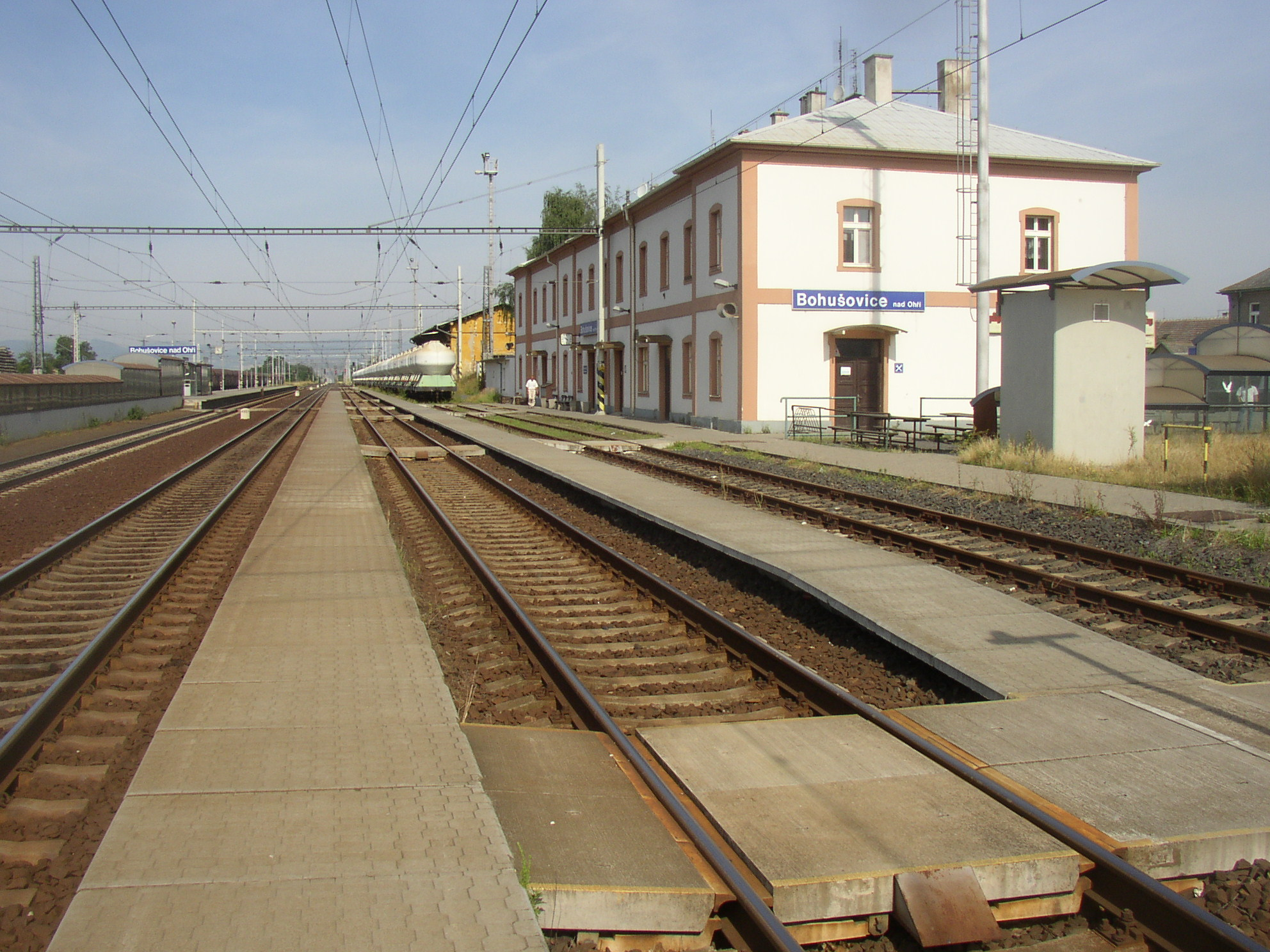
Železniční stanice Bohušovice nad Ohří